# 등지

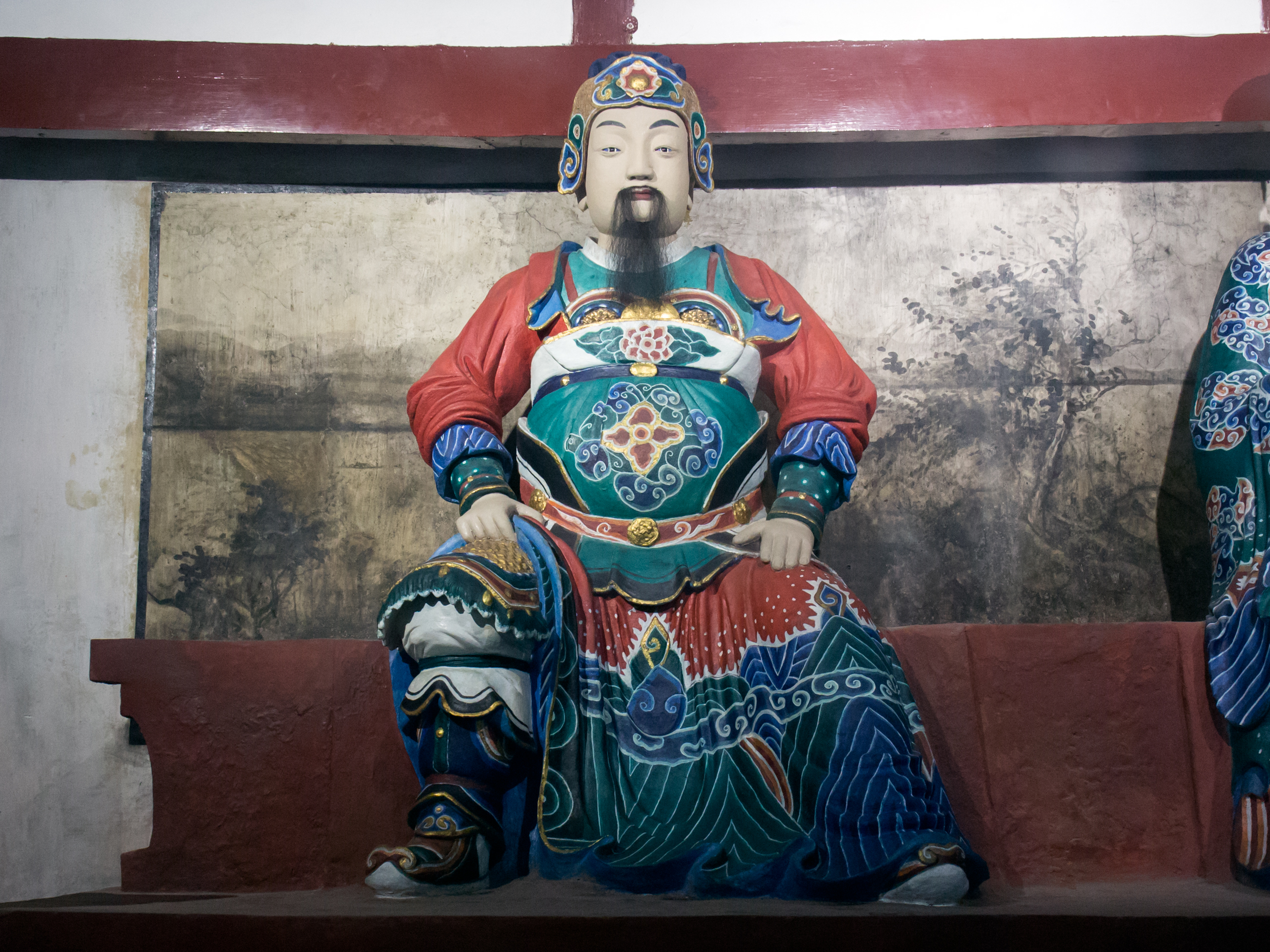

등지(鄧芝, 178년 ~ 251년)는 중국 삼국시대의 촉나라의 장수이다. 자는 백묘(伯苗)이고 의양군 신야현 출신이며, 후한의 공신 등우(鄧禹)의 후손이다.

## 생애
후한 말, 등지는 촉으로 들어갔으나 중용되지 못하였고, 파서태수 방희의 밑으로 들어갔다.
유비(劉備)가 익주를 평정한 후, 출행하여 비현으로 왔을 때, 등지와 대화를 나누어 보고는 그가 범상치 않다고 생각하고, 그를 비현의 현령으로 발탁했다. 후에 광한태수로 승진하여 임지에서 쌓은 공적으로 중앙에 들어가 상서가 되었다.
유비가 영안성에서 죽은 후, 제갈량(諸葛亮)은 오나라에 등지를 파견하였다. 등지는 손권(孫權)과 우호 관계를 맺고 장예(張裔)의 석방 협상에 성공했다.
제갈량이 북벌을 위해 한중에 주둔할 때, 등지는 중감군, 양무장군으로 임명되었다. 제갈량의 제1차 북벌에서, 등지는 조운(趙雲)을 보좌하는 역할을 맡았다. 제갈량이 죽은 후, 전군사, 전장군으로 승진했고, 서기 243년에는 거기장군으로 승진하였다. 서기 248년에 부릉국 백성들이 도위를 죽이고 반란을 일으키자, 등지는 군대를 인솔하여 반란을 진압하였다.
서기 251년에 세상을 떠났다.

## 《삼국지연의》에서 등지
등지가 오에 사신으로 파견되었을 때, 손권은 펄펄 끓는 기름을 가득 담아놓은 거대한 솥을 준비한 후 등지를 맞이했다. 등지는 자신을 희생해서라도 촉과 오의 동맹을 이룰 수 있다면 기꺼이 목숨을 바치겠다며 솥으로 달려갔다. 손권은 급히 등지를 제지하였고, 등지는 오와의 동맹을 이루는 데 성공한다.

## 등지의 친족 관계
- 등량 (아들) 등안(아들)

## 같이 보기
- 삼국지 인물 목록

## 참고 자료
1. ↑  촉서 종예전에 의하면 247년에 등지가 나이 60세이면 군역을 지지 않는다면서 병권을 받았으니 어찌된 것입니까?라고 묻자, 종예는 공께서는 나이 70세에도 병권을 물리지 않는데 나라고 60세에 받지 못겠습니까?라고 말했다. 이로 보아 등지는 247년에 70세였으므로 178년에 태어난 것이 확실하다.
2. ↑  삼국지 촉서 - 등지전
3. ↑  삼국지 연의 -제 41회- 등지가 교묘하게 동오군을 물리치다

| 전임 오의 | 촉한의 거기장군 243년~251년 | 후임 하후패 |